# Kevin Grund
Kevin Grund (Oberhausen, Rin del Nord-Westfàlia, 14 d'agost de 1987) és un futbolista alemany que actualment juga de centrecampista al primer equip del MSV Duisburg. Va començar com a futbolista al Sportfreunde Königshardt 1930.